# Christian Bieniek
Christian Bieniek (* 26. Dezember 1956 in Dieburg; † 26. Januar 2005 in Düsseldorf) war ein deutscher Schriftsteller und Kinderbuchautor.

## Leben
Bieniek wuchs in Leverkusen auf. Mit 15 Jahren wurde er von der Schule verwiesen, durfte aber dennoch Musik studieren, da er ein guter Pianist war. Neben und auch nach seinem Musikstudium war er Gitarrist in einer Punkband. Bieniek arbeitete nach seinem Studium als Klavierlehrer.
Eine Schriftstellerausbildung hat Christian Bieniek nie absolviert, er kam über das Lesen zum Schreiben. Mit zwölf Jahren las er so viel und gerne, dass er auch selbst einige schriftstellerische Versuche unternahm. Die kleinen Geschichten wurden immer länger und flossen später in mehrere Bänden von Karo Karotte und Oberschnüffler Oswald ein.
1993 erschien sein erstes Jugendbuch Immer cool bleiben. Er veröffentlichte mehr als 90 Bücher, die in zwölf verschiedene Sprachen übersetzt wurden und gehört damit zu den beliebtesten und erfolgreichsten Kinder- und Jugendbuchautoren Deutschlands. Er schrieb Hörspiele, TV-Sketche und Radioserien. Gerne und oft ging er auf Vorlese-Reisen und 2003 hielt er über 300 Lesungen.
Christian Bieniek war für seinen leichten und an witzigen Dialogen orientierten Schreibstil bekannt. Die Charakterisierung seiner literarischen Figuren betrieb er hauptsächlich mit Hilfe von Gesprächen der Charaktere untereinander und mit kurzen inneren Monologen der Protagonisten als Reaktion darauf.
Er starb im Jahre 2005 mit 49 Jahren an Magenkrebs und hinterließ seine Frau und eine Tochter.

## Werke
Oberschnüffler-Oswald-Geschichten in chronologischer Reihenfolge:
- Oberschnüffler Oswald. ISBN 978-3-596-80338-5
- Oberschnüffler Oswald und die Tütenbande.
- Oberschnüffler Oswald jagt den Weihnachtsmann.
- Oberschnüffler Oswald und der krumme Dreh. ISBN 3-7607-3919-9
- Oberschnüffler Oswald und das gestohlene Herz. Fischer Verlag, Frankfurt 2004, ISBN 3-596-80469-8

Die Romanreihe um die Düsseldorfer Teenieschauspielerin Rebekka Schwabach in chronologischer Reihenfolge:
- Knutschen erlaubt!. PepperMind, Egmont Franz Schneider Verlag, 2000, ISBN 3-505-11443-X
- Ciao, Amore!. PepperMind, Egmont Franz Schneider Verlag, 2002, ISBN 3-505-11845-1
- ...und tschüss!. PepperMind, Egmont Franz Schneider Verlag, 2002, ISBN 3-505-11771-4

Karo Karotte in chronologischer Reihenfolge
- Karo Karotte und der Club der starken Mädchen – Ed. Bücherbär, 2000, ISBN 3-401-07526-8
- Karo Karotte und die Kaugummi-Kids  – Ed. Bücherbär, 1999, ISBN 3-401-07674-4
- Karo Karotte und der liebste Hund der Welt – Arena Verlag, 2000, ISBN 3-401-07868-2
- Karo Karotte und der rätselhafte Dieb – Arena Verlag, 2001, ISBN 3-401-07989-1
- Karo Karotte – Zoff im Club der starken Mädchen – Arena Verlag, 2002, ISBN 3-401-08226-4
- Karo Karotte und das verschwundene Pony – Arena Verlag, 2003, ISBN 3-401-08308-2
- Karo Karotte und der geheimnisvolle Schatz – Ed. Bücherbär, 2004, ISBN 3-401-08573-5
- Karo Karotte – starke Mädchen halten zusammen – Arena Verlag, 2008, ISBN 978-3-401-08812-9
- Karo Karotte und die Superkicker – Arena Verlag, 2011, ISBN 978-3-401-50219-9

Weitere Werke:
- Hilfe! ich hab ein Pferd. Ars-Edition, 1998, ISBN 3-7607-3765-X
- Der Mädchen Hasser Club schlägt zurück. Arena Verlag, 2005, ISBN 3-401-05505-4
- Achtung, hier kommt Karo Karotte! Arena Verlag, 2004, ISBN 3-401-02433-7
- Caro Carot and the Missing Pony. Arena Verlag, 2003, ISBN 978-3-401-02977-1
- Knusper, knusper, Mädchen. Arena Verlag, 1999, ISBN 3-401-02224-5
- Schwere Jungs und leichte Beute. Ueberreuter Verlag, Wien 2002
- Kreuzfahrt in den Knast. Ueberreuter Verlag, 2002
- Die Spur des Katers. Ueberreuter Verlag, 2002
- Jagd auf den Pillendieb. Ueberreuter Verlag, 2002
- Ein charmanter Schwindler. zusammen mit Marlene Jablonski, Ueberreuter Verlag, 2001, ISBN 3-8000-2791-7
- Die verschwundene Ophelia. Ueberreuter Verlag, 2001
- Küss mich, jetzt!. Arena Verlag, 2001, ISBN 3-401-02246-6
- Adam packt aus. Bastei Lübbe, 2000
- Voll ins Herz. Arena Verlag, 2000, ISBN 3-401-01985-6
- Die Känguru-Taktik. Arena Verlag, 1999, ISBN 3-401-01919-8
- Svenja hat's erwischt. Arena Verlag, 1998, ISBN 3-401-01919-8
- Ein Stürmer zu viel. Sansibar Verlag, 1997
- Mann auf kleiner Flamme. Franz Schneekluth Verlag, München 1995
- Alles easy, oder was. Arena Verlag, 1995
- Immer cool bleiben. Arena Verlag, 1993, ISBN 3-401-02587-2
- Total verzaubert. Fischer Taschenbuch Verlag, 2003, ISBN 3-596-80463-9
- 15, Jungfrau, Schlampe. ISBN 3-596-85122-X
- Neun Entführungen und ein Todesfall.
- Der Lesebär: Schulhofgeschichten. Mit Illustrationen von Betina Gotzen-Beek. Arena Verlag, 2006, ISBN 978-3-401-08918-8 (zusammen mit Marlene Jablonski)

Jugendbücher in Zusammenarbeit mit Vanessa Walder:
- Herz und Schmerz und Sauerampfer. Arena Verlag, 2003, ISBN 3-401-05482-1
- Falsche Dates und wahre Liebe.
- Amor im Urlaub. 2004
- Liebe macht kurzsichtig. 2004
- Switch! 2004, Fischer Schatzinsel

Bücher in Zusammenarbeit mit Marlene Jablonski und Vanessa Walder:
- Rache für Michelangelo.
- Rodeo auf Lancelot.
- Tatort Pferdestall.
- Bleib im Sattel, Cowboy.
- Der Pferde-Deal.
- Ein charmanter Schwindler